# 7 이리스
7 이리스(7 Iris)는 소행성대의 소행성이다. S형 소행성 중에서는 기하 평균 지름이 5번째이다.
7 이리스는 밝은 표면과 태양으로부터의 가까움 덕에 소행대의 천체들 중 4번째로 밝은 소행성이다. 그러나 충의 위치에서는 팔라스보다 어둡긴 하지만 미미하게 더 낮다. 그것은 충에서 +7.8등급임을 의미하는데, 이는 해왕성과 비슷하게 모든 위치에서 쌍안경으로 볼 수 있음을 시사한다. 근일점 근처에서는 +6.7등급까지 이를 수 있다.

## 발견과 이름
1847년 8월 13일, 영국의 런던에서 7번째로 발견된 소행성이다.
이리스라는 이름은 그리스 신화의 무지개의 여신(이리스)에서 따왔다.

## 특징
광도 곡선의 분석으로 이리스는 어느 정도 모난 모양임과 이리스의 극점이 10°의 오차로 황도 좌표 (β, λ) = (10°, 20°) 임이 드러났다. 이는 적도경사각이 85°임을 시사한다. 이 때문에 이리스의 거의 모든 반구에서 여름동안에는 해가지지 않고, 겨울동안에는 해가 뜨지 않는다. 바람이 불지 않는 곳에서는 아주 큰 기온차가 난다.
이리스의 표면은 반사율이 다른 것처럼 보인다. 특히나 북반구는 아주 밝을 것이라 추정된다.
대체로 표면은 매우 밝고, 니켈-철과 마그네슘-철, 그리고 철-규산염의 혼합물로 구성되어있다. 이리스의 스펙트럼은 우주풍화가 이루어진 L형 콘드라이트와 LL형 콘드라이트의 그것과 비슷하다. 따라서, 이 운석은 기여자로서 중요한 역할을 한다. 행성역학에서도 운석으로서 중요한 지표가 된다.
이리스는 1995년 3월 26일과 1997년 7월 25일, 별의 엄폐 현상으로 관측됐는데, 2번의 관측으로 얻어진 지름은 200km였다.
이리스는 규칙적으로 화성과 0.4AU 차이만큼 접근하며, 2054년 11월 2일, 재접근 할 것이다.

7이리스의 궤도